# Zeven Gaten

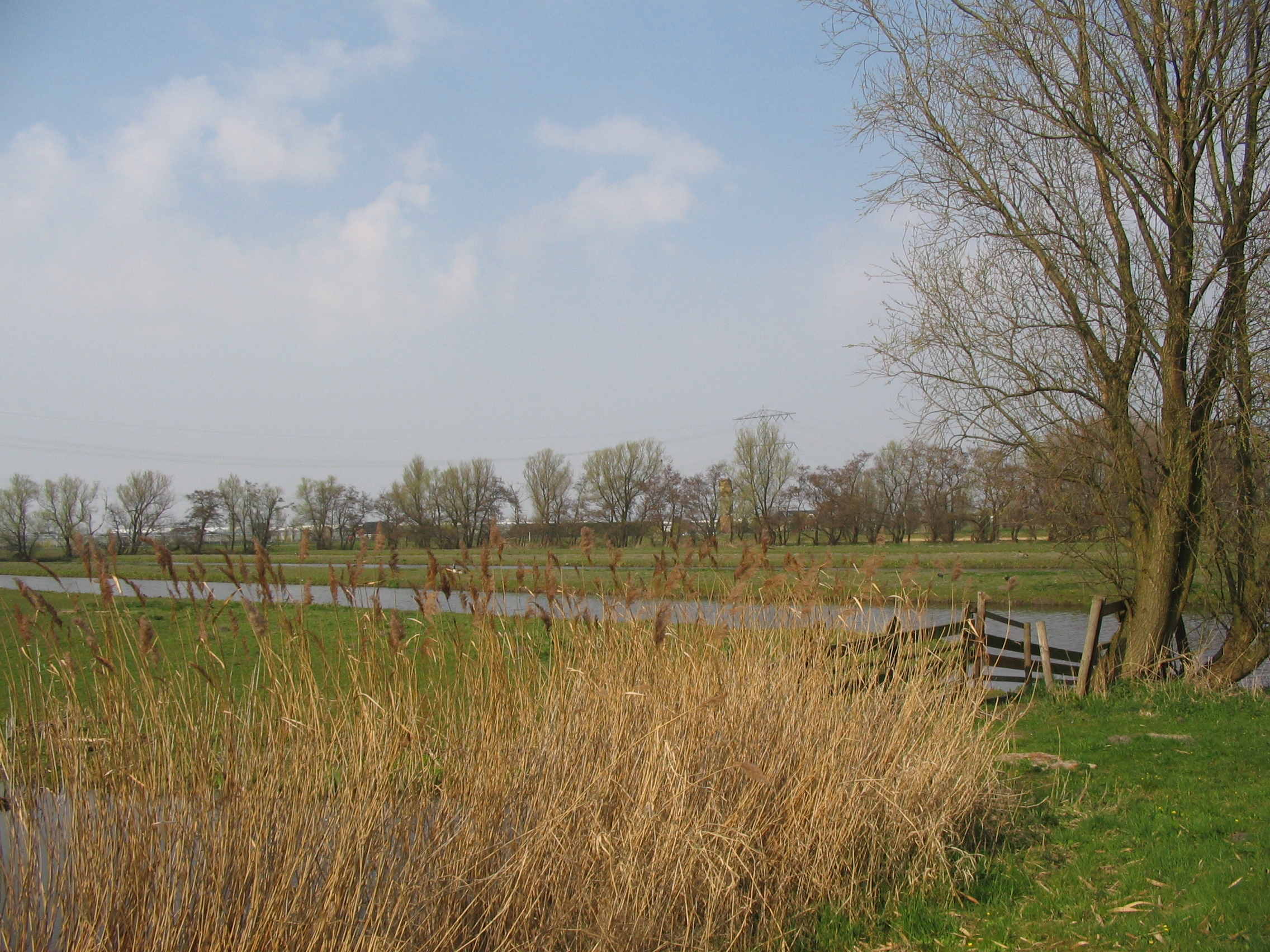
De Zeven Gaten, april 2009

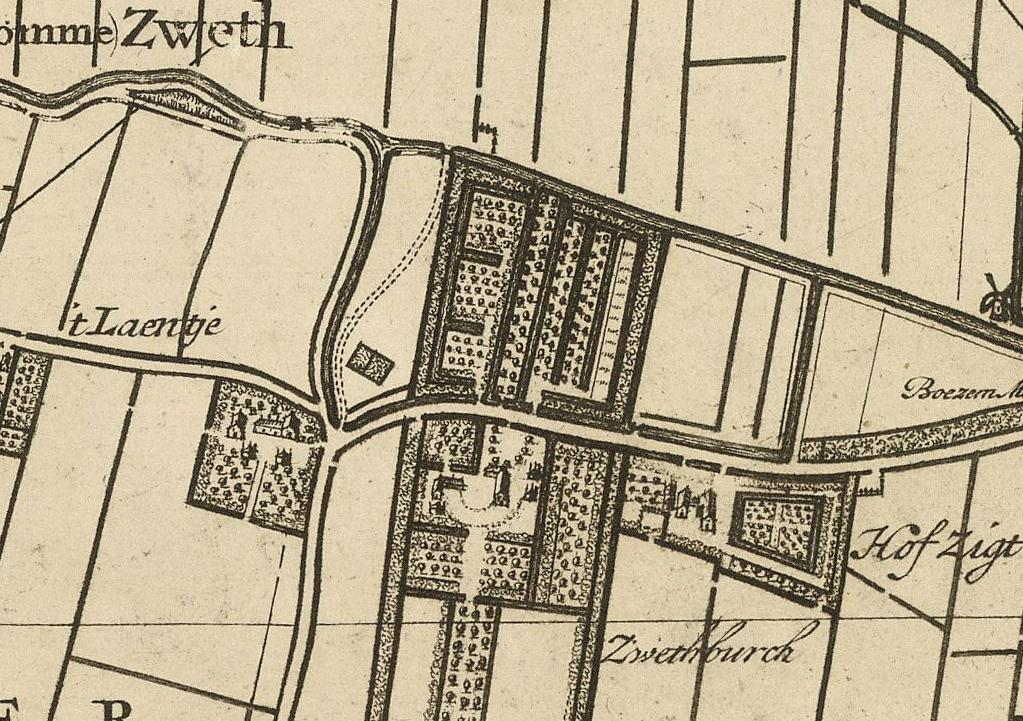
De Zeven Gaten op de kaart van Krukius, 1712

De Zeven Gaten is een natuurgebied van 4,5 hectare op een buitendijks gelegen land langs de Kromme Zweth, in Midden-Delfland (Zuid-Holland) wat sinds de kaart van Krukius uit 1712 nauwelijks is veranderd. Het gebied behoorde bij de buitenplaats Hofzicht die aan de andere kant van de Groeneveldseweg lag. Het water werd gebruikt om te spelevaren en te vissen. Het oud agrarisch cultuurlandschap bestaat uit zeven brede sloten (in de volksmond ook wel "gaten" genoemd) met ernaast brede kavels die dienden als houtakkers. Er staan veel wilgen en elzen, hoewel minder dan vroeger. Daarnaast groeien er ook veel bloemen zoals de ratelaar, de koekoeksbloem en vergeet-me-nietjes. 
Midden in het Westland is dit nog een uniek stukje natuur wat bedreigd wordt door toenemende verstedelijking en verglazing.